# 너 없이 못살아

## 기획 의도
한 여자를 둘러싼 세 남자의 사랑 이야기

## 제작진

### 제작사
- 초록뱀미디어 : SBS 월화 드라마 《펜트하우스》, TV조선 토일 드라마 《결혼작사 이혼작곡》, SBS 금토 드라마 《펜트하우스 2》, KBS 2TV 주말 드라마 《오케이 광자매》, SBS 금요 드라마 《펜트하우스 3》, TV조선 주말 미니시리즈 《결혼작사 이혼작곡 2》, 쿠팡플레이 《어느 날》, TV조선 토일 드라마 《결혼작사 이혼작곡 3》, JTBC 토일 드라마 《나의 해방일지》, MBC 일일 드라마 《비밀의 집》, KBS 2TV 일일 드라마 《태풍의 신부》, TV조선 토일 드라마 《빨간풍선》, MBC 금토 드라마 《열녀박씨 계약결혼뎐》, SBS 금토 드라마 《7인의 탈출》, MBN 토일 드라마 《세자가 사라졌다》 제작
- 스토리아일랜드 : TV조선 토일 드라마 《너 없이 못살아》 제작

### 극본
- 문영남 : MBC 주말 특별 기획 드라마 《분노의 왕국》, KBS 1TV 《TV 문예 극장 - 검은 양복》, KBS 2TV 《KBS 드라마게임 - 문밖의 행복》, KBS 2TV 수목 드라마 《폴리스》, KBS 1TV 일일 드라마 《바람은 불어도》, KBS 1TV 일일 드라마 《정 때문에》, MBC 주말 드라마 《남의 속도 모르고》, KBS 2TV 《KBS 드라마게임 - 깊은 바다》, MBC 일일 드라마 《결혼의 법칙》, SBS 주말 드라마 《그 여자 사람잡네》, KBS 2TV 주말 드라마 《애정의 조건》, KBS 2TV 수목 드라마 《장밋빛 인생》, KBS 2TV 주말 드라마 《소문난 칠공주》, SBS 주말 특별 기획 드라마 《조강지처 클럽》, KBS 2TV 주말 드라마 《수상한 삼형제》, SBS 주말 특별 기획 드라마 《폼나게 살거야》, KBS 2TV 주말 드라마 《왕가네 식구들》, SBS 주말 드라마 《우리 갑순이》, KBS 2TV 수목 드라마 《왜그래 풍상씨》, KBS 2TV 주말 드라마 《오케이 광자매》, TV조선 토일 드라마 《빨간풍선》 집필

### 연출
- 진형욱 : KBS 1TV 일일 드라마 《사랑은 이런거야》, KBS 2TV 월화 드라마 《꽃피는 봄이 오면》, KBS 2TV 《KBS 드라마 스페셜 - 아줌마 밴드 결성 사건》, KBS 2TV 《KBS 드라마 스페셜 - 보리밭》, KBS 2TV 《KBS 드라마시티 - 시집가기 전날 밤》, KBS 2TV 《KBS 드라마시티 - 마녀 재판》, KBS 2TV 《KBS 드라마 스페셜 - 아무도 날 사랑하지 않아》, KBS 2TV 《KBS 드라마 스페셜 - 오늘밤 집에 가지마》, KBS 2TV 《KBS 드라마 스페셜 - 포카라》, KBS 2TV 《KBS 드라마 스페셜 - 연애》, KBS 2TV 《KBS 드라마 스페셜 - 거미여인의 사랑법》, KBS 2TV 아침 드라마 《착한여자 백일홍》, KBS 2TV 주말 드라마 《수상한 삼형제》, KBS 2TV 《KBS 드라마 스페셜 - 올레길 그 여자》, KBS 1TV 일일 드라마 《당신뿐이야》, KBS 2TV 주말 드라마 《왕가네 식구들》, KBS 1TV 일일 드라마 《당신만이 내사랑》, KBS 2TV 일일 드라마 《내 남자의 비밀》, KBS 2TV 수목 드라마 《왜그래 풍상씨》, KBS 2TV 월화 드라마 《본 어게인》, TV조선 토일 드라마 《빨간풍선》 연출

## 등장 인물

### 주요 인물
- 이준 : 백태랑 역

### 주변 인물
- 최대철 :

## 참고 사항
- 진형욱 PD, 문영남 작가는 KBS 2TV 주말연속극 《수상한 삼형제》, KBS 2TV 주말연속극 《왕가네 식구들》, KBS 2TV 수목 드라마 《왜그래 풍상씨》, TV조선 토일 드라마 《빨간풍선》 이후 다섯 번째로 다시 만나 합류했다.